# 書経

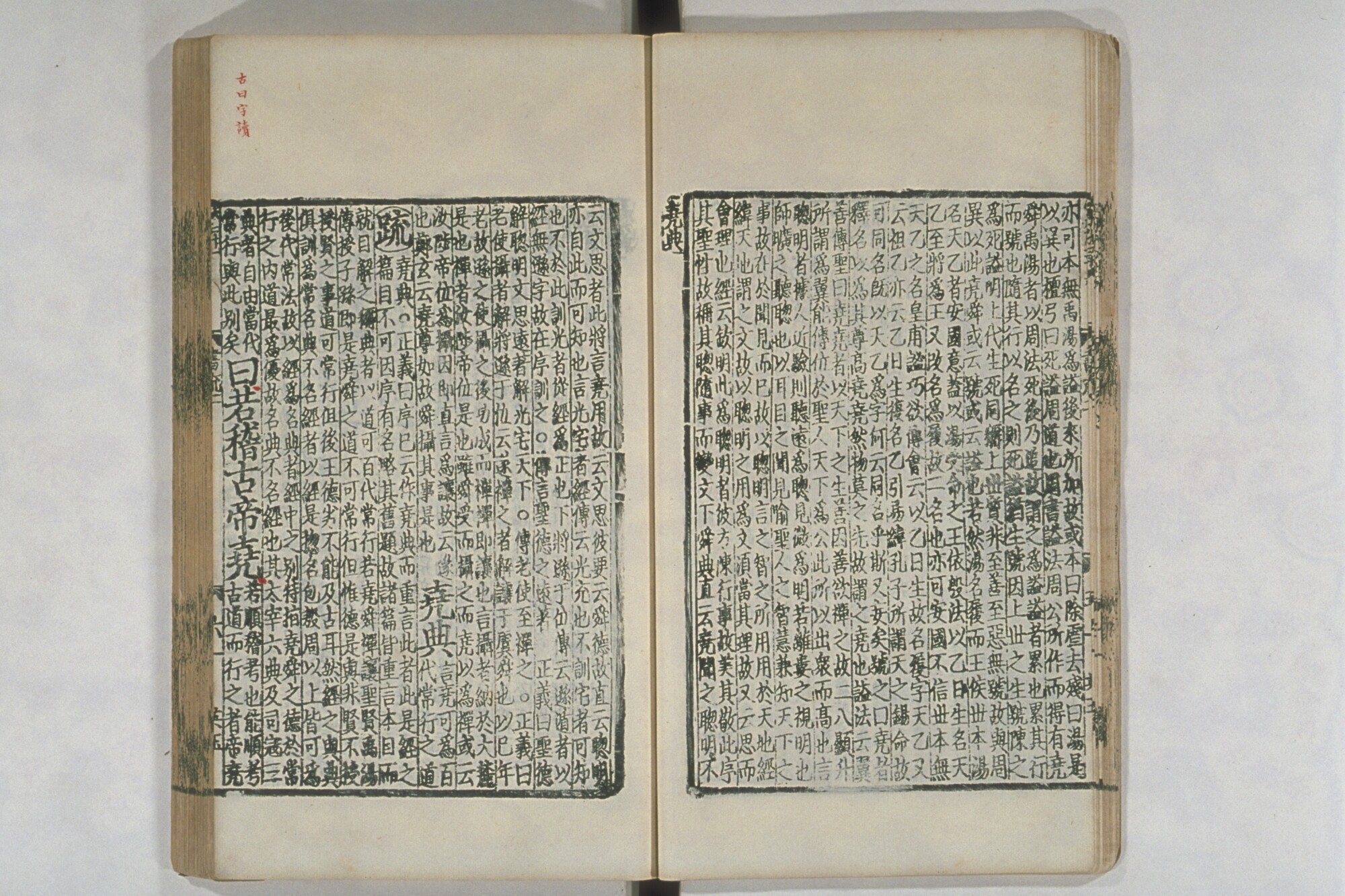
京都大学附属図書館蔵
『尚書正義』（唐の『五経正義』の一つ）の「堯典」の冒頭「曰若稽古帝堯」が見える。孔安国伝・経典釈文が附される。宋版または元版、明修本。

『書経』（しょきょう）は、中国古代の歴史書で、伝説の聖人である堯・舜から夏・殷・周王朝までの天子や諸侯の政治上の心構えや訓戒・戦いに臨んでの檄文などが記載されている。『尚書』または単に『書』とも呼ばれ、儒教の重要な経典である五経の一つでもある。
内容に違いがある2種類の本文が伝わっており、それぞれを「古文尚書」・「今文尚書」と呼んで区別する。現代に伝わっている「古文尚書」は由来に偽りがあることが断定されているので「偽古文尚書」とも呼ばれる。もともとの「古文尚書」は失われており、現代には伝わっていない。

## 名称
『書経』は、先秦時代には単に「書」と呼ばれるか、その内容の時代の名を冠して「夏書」「商書」「周書」と呼ばれるのが通例である。漢代に入って『尚書』の名が生じ、広く用いられるようになった。「尚」は「上」に通じる語であるが、その示す意味には古来以下の説がある。
1. 後漢の馬融は、上古の有虞氏の書であることから、「尚書」の名がついたとする。
2. 後漢の鄭玄は、天上・至上の書であることから、「尚書」の名がついたとする。
3. 魏の王粛は、上（帝王）の言動を史官が記録した書であることから「尚書」の名がついたとする。

『書経』の名は、南宋に生じたもので、劉欽『書経衍義』や趙若燭『書経箋註精通』といった例がある。明代以後、『書経』という呼び名が普及した。現在は、『書経』と『尚書』の名が併用されている。

## 成立
『書経』は、現在の形として成立するまでに、非常に複雑な道筋を辿っている。古くから儒教の中で伝統的に唱えられてきた説がある一方で、「疑古」の風潮の中で近年の研究からも様々な説が生まれており、その成立の事情に関しては確固たる決着は見ていない。

### 原資料
『書経』のうち、最も古く成立したと考えられるのは、「周書」のうち西周の文王・周公の訓辞を記録した「五誥」(大誥・康誥・酒誥・召誥・洛誥)の部分である。これらは金文学・考古学の研究から、記録としての確実性も比較的高いことが示されている。但し、金文資料には見えない語句も多く、西周期の同時代資料とみなすことができるわけではない。また、「周書」以前の篇については、周代以後に創作（または脚色）されて作られたものであり、成立自体は先秦に遡るが、史実としての信頼性には欠けるとされる。この説は「加上説」と呼ばれ、顧頡剛・内藤湖南らによって唱えられた。
飯島忠夫は、「堯典」に四つの星、「鳥」「火」「虚」「昴」の記述があることに注目し、天体の位置を計算したところあてはまるのは堯の時代ではなく紀元前4世紀頃の戦国時代初期であると推測した。

### 全体の成立
『書経』には秦の穆公の記載があるため、全体が一書として成立したのは、早くても秦の穆公が在位を開始した紀元前659年以降である。
古来の通説では、儒教の聖人である孔子が唐虞から秦の穆公までの記録を編纂し、100篇からなる『書経』を作ったとされる。近年の研究では、これは史実であるとは認められないが、『論語』に『書経』の引用が見えることや、孔子の教学として「詩・書・礼・楽」が重視されたことから、孔子の時には何らかの原初的な『書経』は存在していたと考えられる。
『書経』の引用は、先秦の成立とされる書物（『国語』『春秋左氏伝』『孟子』『墨子』『荀子』など）に広く見受けられ、どのような形のものであるかは不明であるが、多くの学者によって『書経』が読まれていたことは確実である。特に、堯・舜・禹に関わる「堯典」「皋陶謨」「禹貢」の三篇は、儒教的古代観を形作る上で大きな役割を果たした。今文二十九篇の全体が、現在と似た形で成書した時期については、『孟子』より後、紀元前3世紀ごろであると考えられる。

## 伝来
先秦時代までに伝えられてきた『書経』は、秦の始皇帝の焚書によって一度失われた。その後、漢代に入り、「今文尚書」と「古文尚書」の二種が再発見され、再び『書経』が世に出ることとなる。

### 今文尚書
漢代になると儒教が復興し、経書の一つである『書経』も再び重視されるようになった。そのきっかけとなったのは、秦の博士であった伏生（伏勝）が、壁中に隠されていた29篇の『書経』を発見したことである。この『書経』は、漢代の通行字体である隷書体（今文）で書かれていたため、「今文尚書」と呼称される。伏生の一派による『書経』の解釈を示した書として『尚書大伝』があり、その一部が現在に伝わっている。
「今文尚書」は、斉魯において伏生から欧陽生（字は和伯）・張生に伝えられ、欧陽生から兒寛、張生から夏侯都尉に伝えられた。以後も博士の間で伝授され、宣帝の時には欧陽高・夏侯勝（大夏侯）・夏侯建（小夏侯）の三家が学官として立てられた。

### 古文尚書

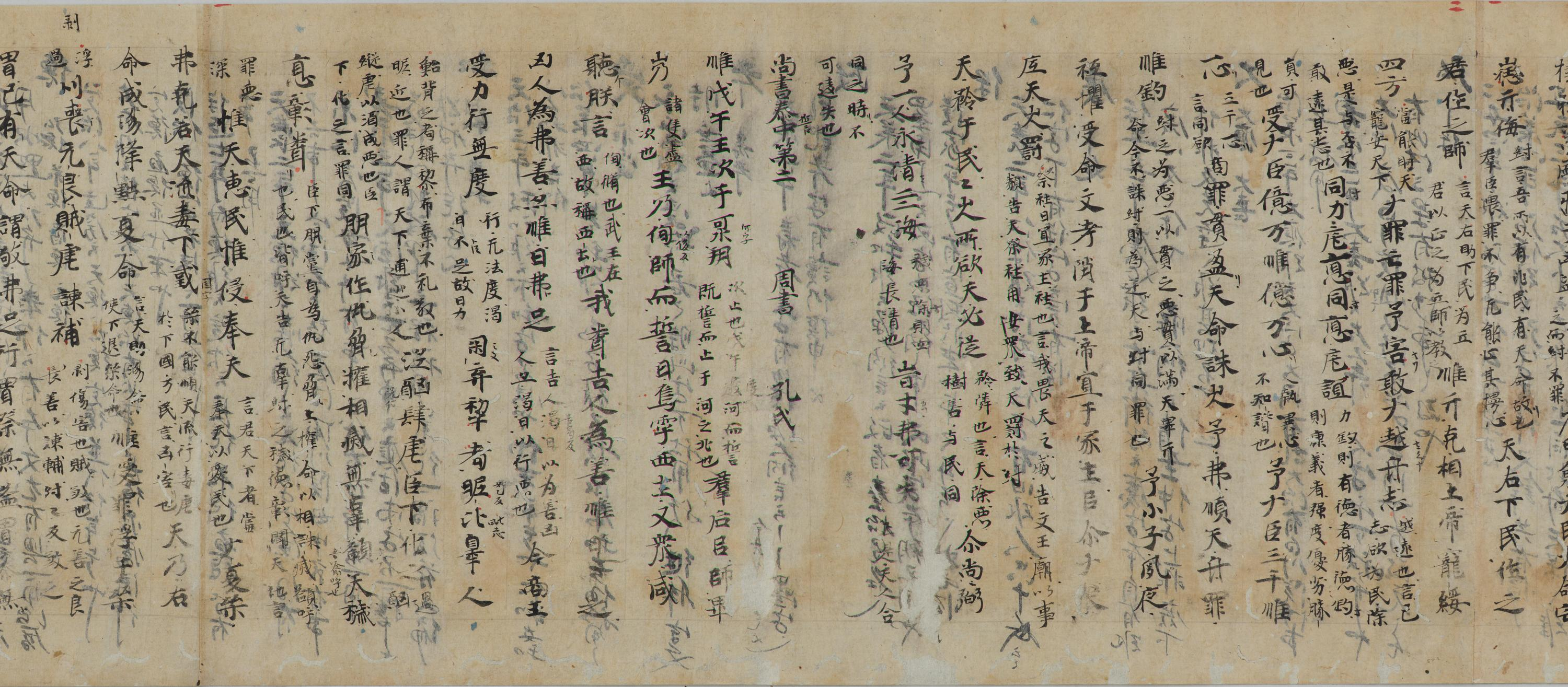
『古文尚書』巻第六の唐写本。東京国立博物館所蔵。

漢代、「今文尚書」以外にも『書経』が発見されることがあったが、これらはしばしば漢代の通行字体ではなく、秦代以前の文字で書かれたものであった。これを「古文尚書」と呼ぶ。「今文尚書」は学官に立てられた公的な学問であったため、その師授系統は比較的明白であるが、「古文尚書」は漢代を通して民間で研究が進んだ書であり、歴史書の記述も錯綜している。以下の例がある：
孔子家伝本孔子の十世の孫である孔安国が「古文尚書」を今文に写定すると、「今文尚書」にない十余篇があった（『史記』儒林伝）。
中古文本劉向が欧陽氏・大小夏侯氏の「今文尚書」と校訂する際に用いた、宮中の図書館が所蔵していた「古文尚書」のこと（『漢書』芸文志）。
河間献王本古典収集を好んだ河間献王劉徳が伝えた「古文尚書」のこと。
張覇百両篇本張覇が伝えた102篇の「古文尚書」が世間に伝わっていた。成帝のとき、これを宮中の書と比べたところ偽書であると分かった（『漢書』儒林伝）。
劉歆が宣揚した孔子壁中本劉歆の「移太常博士書」に、景帝のとき、魯恭王劉余が孔子の旧宅を壊して宮殿としようとしたところ、壁の中から「古文尚書」を得た。これは「今文尚書」には存在しない16篇を含んでおり、後に孔安国がこれを伝えたが、巫蠱の獄のため普及しなかった、とある（『漢書』楚元王伝）。
それぞれの本の関係は定かではないが、一般には孔子家伝本・中古文本・孔子壁中本が同一であるとされ、一般に前漢の「古文尚書」というと孔安国・劉向・劉歆に関わるこの本のことを指す。
前漢の宣帝のとき、劉歆が「古文尚書」を学官に立てるよう要求したが、退けられた。この要求は、新の王莽の時に実現したが、その後、後漢の光武帝のときに再度廃された。

### 後漢の『尚書』受容
後漢においては、「今文尚書」の三家は変わらず学官に立てられ、博士の間で授受された。そのため、代々欧陽氏の学を受けた桓栄・桓郁や鮑永・鮑昱のほか、数多くの学者が「今文尚書」を学んだ。
一方、「古文尚書」も徐々に普及し、学者の間で用いられるようになった。前漢と同様、その授受関係ははっきりしておらず、以下の二つの系統がある：
徐惲・劉歆門徒の壁中古文本徐惲が桑欽・賈徽に「古文尚書」を伝え、賈徽が賈逵に伝えると、賈逵は章帝の勅令で『欧陽大小夏侯尚書古文同異』（欧陽氏・大小夏侯氏の「今文尚書」と「古文尚書」の異同を記録した書）を作った（『後漢書』賈逵伝）。また、鄭興・鄭衆も古文を治めたが、この学は劉歆に淵源する（『後漢書』鄭興伝）。以下、彼らの学は馬融・鄭玄らに受け継がれた。
杜林漆書古文本杜林は西州にて漆で書かれた「古文尚書」を得た。この本は古文で書かれてはいたが、篇は「今文尚書」と同じ部分しか残っていなかった。杜林本には、衛宏が『古文尚書訓旨』を、徐巡が『古文尚書音』を、賈逵が『古文尚書訓』を、馬融が『古文尚書伝』を、盧植が『尚書章句』を、鄭玄が『古文尚書注』を作った（『後漢書』杜林伝）。
杜林漆書古文本は「今文尚書」と同じ篇しかなく、実際に馬融・鄭玄が作った注釈は「今文尚書」と同じ篇に対してのみ附されている。ここから、杜林本は実際には孔安国に由来する「古文尚書」そのものではなく、伏生以来の「今文尚書」を古文の字体によって書き直したものではないか、という説もある。
後漢になり、経学がますます盛んになると、今文を主として研究する博士を中心とする学者と、古文を主として研究する民間を中心とする学者に分かれた。それぞれを今文学・古文学と呼ぶ。今文・古文は、もとは字体の差異によるものであるが、学説にも大きな差異が生じるようになった。今文・古文の対立は『詩経』『春秋』などにも存在するが、「今文尚書」と「古文尚書」の対立はその象徴的なものである。こうした学説の分岐を受けて、章帝の建初4年（79年）には、白虎観会議が開催され、白虎通義が編纂されて経義の統一が図られた。また、許慎といった学者は、古文学の立場から『五経異議』を著し、今文説・古文説の学説の相違を整理した。
結局、後漢の末期には馬融・鄭玄らの学問が盛んになり、徐々に古文学が発展した。ただし、孔安国由来の逸書16篇を含んだ「古文尚書」は、いつの間にか伝来を絶ち、西晋の永嘉の乱の頃に失われてしまった。

### 偽古文尚書
古文尚書は失われてしまったが、東晋時代の元帝（在位317年 - 323年）の時に豫章内史の梅賾（ばいさく）という人物が、「古文尚書」を発見したとして朝廷に献上した。後に偽作であることが判明しているので、現在ではこの『書経』は「偽古文尚書」（ぎこぶんしょうしょ）と呼ばれる。
この本は「今文尚書」のうち「舜典」を除く28篇（篇を分けると33篇）と、新出の偽作部分である25篇からなるものであり、合計すると劉歆や桓譚のいう「古文尚書58篇」の篇数と合致する。また、注釈として孔安国伝が付され、孔安国の大序と百篇書序が各篇頭につけられているが、これも梅賾による偽作であり、現在では「偽孔伝」と呼ばれる。なお、梅賾本のうち「今文尚書」と重なる28篇（「舜典」を除く）に関しては、漢代から引き継がれた系統のテキストであり、新たに偽作されたものではない。
梅賾本には「舜典」が存在しなかったため、魏の王粛注の「堯典」を二つに分け、後半の「慎徽五典」以下の部分が「舜典」として用いられた。「舜典」には孔伝が存在しないため、王粛注・范寧注が代わりに用いられた。その後、南朝の斉の姚方興がその闕を補う「孔安国伝古文舜典」を献上したが、この本には「慎徽五典」の手前に二十八字が加えられていた。
この梅賾本は、東晋で学官に立てられ、その後も南朝において継続して受容された。北朝では鄭玄注の『尚書』が用いられていたが、梅賾本に注釈をつけた梁の費甝（ひかん）の義疏が隋の劉炫によって受容されると、北朝においても広まった。このとき、劉炫は梅賾本と姚方興本を合わせた本を用い、このテキストが徐々に広がるようになった。唐の『尚書正義』（『五経正義』の一つ）がこの梅賾本と姚方興本を合わせた本を用いたことで、以後はこのテキストの『尚書』が一般的なものとなる。

### 天宝の改字
梅賾本は、それに付された尚書序(孔安国作とされた)によれば、古い科斗文を隸古定によって改めた字体で書かれていたと考えられる。梅賾本は唐の『尚書正義』の材料となったが、天宝3年(744年)、玄宗は古い字体が伝写に誤りが生じやすいとして楷書に改めるよう詔を発し

、これを受けて衛包が改めた
。これを天宝改字あるいは衛包改字と呼ぶ。現在通行のテキストは天宝改字以降のものである。
これ以前の偽古文尚書がうかがえる資料としては、敦煌出土の残巻や、日本に残る唐写本残巻、あるいは後述の日本で書き写された古鈔本がある。これらの資料はその字体の違いから「隷古定尚書」と呼ばれることがある。開成石経以降の刊本を比較すると、単なる文字の置き換えではなく、文章面でも違いがあることが分かっている。
小林信明は、現存する古文尚書に見える字体は説文解字や三体石経と符合する割合が少なく、むしろ郭夢星『漢書古字類』にみえる漢代の字体に似るとして、唐以前の一般通行の字体と考えた。

### 偽古文尚書への疑い
『書経』に対する文献学的な研究は、特に宋代以後に活発になる。例えば、程頤が金滕篇を、蘇軾が胤征篇・顧命篇を疑った例がある。梅賾によって献上された本が偽作ではないかという説は、南宋の呉棫『書稗伝』によって初めて提唱された。これを承けて、朱熹も書序・孔伝への疑問を示している。
その後、梅賾本が偽作であることについては、元代の呉澄、明代の梅鷟が論証を行った。そして、清の閻若璩が20年の考証の結果を『尚書古文疏証』全八巻にまとめ、25篇は偽古文であると証明した
。
ただし偽作と考えられている25編についても、吉川幸次郎が
「[……]それが僞作であるといふことは、それが何等の意義ももたぬといふことではない。いかにも古代史の資料としては、これは全く無價値のものである。しかし中世以後の社會はこの二十五篇を眞のものと認めて來たのであつて、[……]これらの僞「經」は、或種の學説の根據ともなつてゐる。たとへば「大禹謨」篇の「道心惟微、人心惟危」は宋の「理學」の原理となつた。また「周官」篇は官制に、「胤征」篇は曆法に影響を與へてゐる。 」

と評するように、一定の価値を認める研究者も少なくない。

## 内容

### 構成
現行の『書経』は58篇からなる。この各篇は、①書かれた内容の時代によるもの、②書かれた体裁によるもの、③文献学的見地によるもの、の三つの方法による分類が可能である。
1. 『書経』58篇は時代順に並べられており、時代によって「虞書」「夏書」「商書」「周書」の四つに区別される。
2. 各篇は、その体裁によって「誥」（君主が臣下に下す訓辞）・「謨」（臣下が君主に述べる訓辞）・「誓」（君主の民衆への宣誓）・「命」（君主による命令の言葉）といった種類に分けられる[34]。
3. 『書経』に対する文献学的研究が進むにつれて、現行の『書経』のうちの38篇は、魏晋の頃に「古文尚書」が奏上された際に付加された偽作であることが明らかになった。これを「偽古文尚書」と呼び、漢代以来の各篇を引き継いでいた「今文尚書」と区別する。

### 篇目
| -    | 偽古文尚書 | 偽古文尚書 | 今文尚書 | 今文尚書 |
| ---- | ---------- | ---------- | -------- | -------- |
| 虞書 | 1          | 堯典       | 1        | 堯典     |
| 虞書 | 2          | 舜典       | 1        | 堯典     |
| 虞書 | 3          | 大禹謨     | -        | -        |
| 虞書 | 4          | 皋陶謨     | 2        | 皋陶謨   |
| 虞書 | 5          | 益稷       | 2        | 皋陶謨   |
| 夏書 | 6          | 禹貢       | 3        | 禹貢     |
| 夏書 | 7          | 甘誓       | 4        | 甘誓     |
| 夏書 | 8          | 五子之歌   | -        | -        |
| 夏書 | 9          | 胤征       | -        | -        |
| 商書 | 10         | 湯誓       | 5        | 湯誓     |
| 商書 | 11         | 仲虺之誥   | -        | -        |
| 商書 | 12         | 湯誥       | -        | -        |
| 商書 | 13         | 伊訓       | -        | -        |
| 商書 | 14         | 太甲上     | -        | -        |
| 商書 | 15         | 太甲中     | -        | -        |
| 商書 | 16         | 太甲下     | -        | -        |
| 商書 | 17         | 咸有一徳   | -        | -        |
| 商書 | 18         | 盤庚上     | 6        | 盤庚     |
| 商書 | 19         | 盤庚中     | 6        | 盤庚     |
| 商書 | 20         | 盤庚下     | 6        | 盤庚     |
| 商書 | 21         | 説命上     | -        | -        |
| 商書 | 22         | 説命中     | -        | -        |
| 商書 | 23         | 説命下     | -        | -        |
| 商書 | 24         | 高宗肜日   | 7        | 高宗肜日 |
| 商書 | 25         | 西伯戡黎   | 8        | 西伯戡黎 |
| 商書 | 26         | 微子       | 9        | 微子     |
| 周書 | 27         | 泰誓上     | -        | -        |
| 周書 | 28         | 泰誓中     | -        | -        |
| 周書 | 29         | 泰誓下     | -        | -        |
| 周書 | 30         | 牧誓       | 10       | 牧誓     |
| 周書 | 31         | 武成       | -        | -        |
| 周書 | 32         | 洪範       | 11       | 洪範     |
| 周書 | 33         | 旅獒       | -        | -        |
| 周書 | 34         | 金縢       | 12       | 金縢     |
| 周書 | 35         | 大誥       | 13       | 大誥     |
| 周書 | 36         | 微子之命   | -        | -        |
| 周書 | 37         | 康誥       | 14       | 康誥     |
| 周書 | 38         | 酒誥       | 15       | 酒誥     |
| 周書 | 39         | 梓材       | 16       | 梓材     |
| 周書 | 40         | 召誥       | 17       | 召誥     |
| 周書 | 41         | 洛誥       | 18       | 雒誥     |
| 周書 | 42         | 多士       | 19       | 多士     |
| 周書 | 43         | 無逸       | 20       | 毋逸     |
| 周書 | 44         | 君奭       | 21       | 君奭     |
| 周書 | 45         | 蔡仲之命   | -        | -        |
| 周書 | 46         | 多方       | 22       | 多方     |
| 周書 | 47         | 立政       | 23       | 立政     |
| 周書 | 48         | 周官       | -        | -        |
| 周書 | 49         | 君陳       | -        | -        |
| 周書 | 50         | 顧命       | 24       | 顧命     |
| 周書 | 51         | 康王之誥   | 24       | 顧命     |
| 周書 | 52         | 畢命       | -        | -        |
| 周書 | 53         | 君牙       | -        | -        |
| 周書 | 54         | 冏命       | -        | -        |
| 周書 | 55         | 呂刑       | 26       | 呂刑     |
| 周書 | 56         | 文侯之命   | 27       | 文侯之命 |
| 周書 | 57         | 費誓       | 25       | 鮮誓     |
| 周書 | 58         | 秦誓       | 28       | 秦誓     |

「今文尚書」には後に「太誓（泰誓）」が加えられ29篇となった。この「太誓」は漢代に作られた偽書とされる。「偽古文尚書」にある「泰誓」3篇はまたこれとは別の偽書である。
「古文尚書」の逸書16篇の篇名は1.「舜典」、2.「汨作」、3.「九共」、4.「大禹謨」、5.「益稷」、6.「五子之歌」、7.「胤征」、8.「湯誥」、9.「咸有一徳」、10.「典宝」、11.「伊訓」、12.「肆命」、13.「原命」、14.「武成」、15.「旅獒」、16.「冏命」であった。
「偽古文尚書」の構成は複雑であるが、その最たるものが「舜典」であり、もともと梅賾本には「舜典」がなく、魏の王粛注本の「堯典」の後半部「慎徽五典…」以下が当てられ、注も王粛注が付けられたという。その後、南朝斉の姚方興が孔安国伝古文「舜典」なるものを献上したが、「慎徽五典」以前に「曰若稽古…」の十二字が多くあったという。現在のものはその後にさらに「濬哲文明…」の十六字が加えられている。他には「皋陶謨」（こうようぼ）の後半部から「益稷」が作られ、「盤庚」は三篇に分けられ、「顧命」後半部から「康王之誥」が作られた。

### 文章の特徴
『書経』のうち「周書」は特に文章が難解であることで知られており、唐の韓愈や清末の王国維といった大学者でさえ、その難解さを嘆いている。このことは、逆に「周書」が『書経』の中で比較的古い姿を留めていることを示す。

## 日本との関係

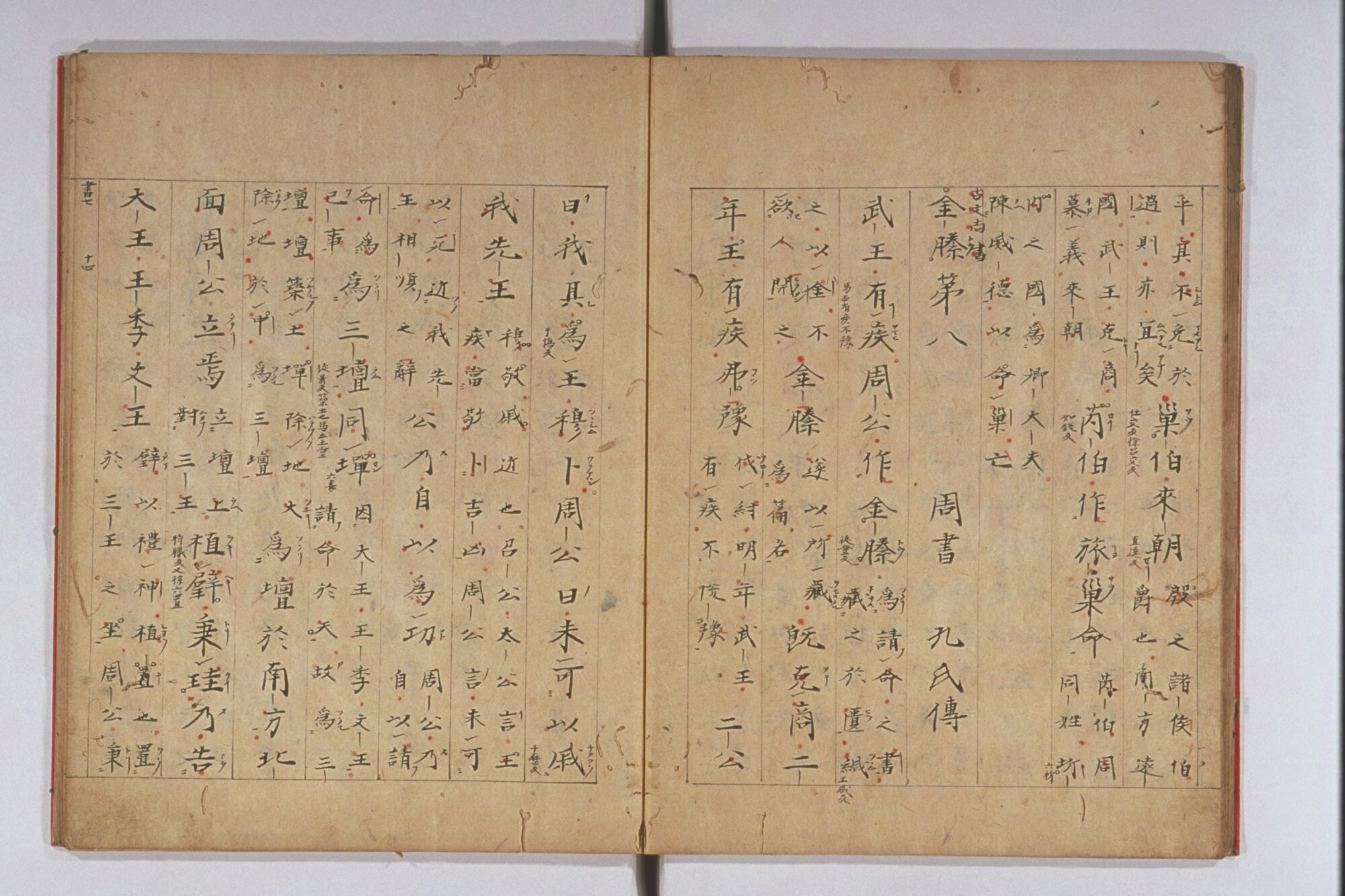
京都大学附属図書館蔵
清原宣賢の自筆による『尚書』、永正11年(1514年)書写。